# Amphilius jacksonii
Amphilius jacksonii é uma espécie de peixe da família Amphiliidae.
Pode ser encontrada nos seguintes países: Burundi, Quénia, Tanzânia e Uganda.
Os seus habitats naturais são: rios.